# 奧本羅市鎮
奧本羅市鎮（丹麥語：Aabenraa Kommune）是丹麥的一個市鎮，位於日德蘭半島東南部，南鄰德國，屬南丹麥大區。面積941.55平方公里，2009年人口60,392人。行政中心为奧本羅。